# Kuori
Kuori è il primo album in studio del gruppo industrial metal finlandese Ruoska, pubblicato nel 2002.

## Tracce
1. Kuori – 2:51
2. Koti – 3:52
3. Kiroan – 3:55
4. Ruma rakkaus – 4:26
5. Perkeleet – 3:45
6. Epilogi – 3:41
7. Propagandaa – 4:39
8. Aurinko ei nouse – 4:04
9. Armo – 3:29
10. Moraoikeus – 4:18
11. Suomi lukuina – 3:06

## Formazione
- Patrik Mennander - voce
- Anssi Auvinen - chitarra
- Kai Ahvenranta - chitarra
- Mika Kamppi - basso
- Sami Karppinen - batteria